# Malagidris dulcis
Malagidris dulcis  (лат.) — вид мелких муравьёв рода Malagidris (подсемейство мирмицины).

## Описание
Мадагаскар. Мелкие мирмициновые муравьи желтоватого цвета (длина тела около 5 мм), ширина головы от 0,75 мм до 0,90 мм. Соотношение ширины и длины головы (головной индекс, CI) = 68–74 (голова узкая). Соотношение длины скапуса к ширине головы (индекс скапуса, SI) = 147–160 (скапус длинный). Рабочая каста мономорфная. Нижнечелюстные щупики 5-члениковые, нижнегубные щупики состоят из 3 сегментов. Усики 12-члениковые (у самцов 13-члениковые). Жвалы треугольной формы с 8-13 зубцами на жевательном крае. Голова вытянутая, суженная позади глаз (шеевидная). Усики и ноги длинные. Стебелёк между грудкой и брюшком состоит из двух члеников: петиолюса и постпетиолюса (последний четко отделен от брюшка), жало развито, куколки голые (без кокона). Заднегрудка с длинными проподеальными шипками. Брюшко гладкое и блестящее. Вид был впервые описан в 2014 году английским мирмекологом Барри Болтон (The Natural History Museum, Лондон, Великобритания) и американским энтомологом Брайаном Фишером (B. L. Fisher; Department of Entomology, California Academy of Sciences, Сан-Франциско, Калифорния, США).